# Бураково (Карелия)
Бурако́во — деревня в Пудожском районе Республики Карелия Российской Федерации. Входит в состав Авдеевского сельского поселения.

## География
Расположена в 34 км к северо-западу от райцентра Пудож на восточном берегу озера Купецкого,
Состояла из деревень: Погост, Кисляково и Новинка. Ближайшее село Авдеево в 2 км юго-западнее, на другом берегу озера.
На 1905 год расстояние от уездного города и почтового отделения — 40 вёрст, от волостного правления — 3 версты, от пароходной пристани — 51 верста.
Высота над уровнем моря 64 м.

## История
Деревня Бураковская возглавляла Бураковское общество в составе Авдеевской волости Пудожского уезда Олонецкой губернии
До революции 1917 года в деревне имелось две церкви: летняя церковь св. Георгия Победоносца и зимняя — Покрова Пресвятой Богородицы и церковно-приходская школа, само Бураково было православным центром округи. Церкви закрыты в 1930-е годы, сохранились руины монументального каменного храма Покрова Пресвятой Богородицы постройки середины XIX века.

## Население
| 1873 | 1905 | 2010 | 2013 |
| ---- | ---- | ---- | ---- |
| 96   | 185  | 0    | 0    |

### Историческая численность населения
По списку населённых мест Олонецкой губернии за 1873 год — 19 дворов, 32 мужчины, 64 женщины, всего 96 человек. По правую сторону просёлочной дороги от города Пудожа на город Повенец. Имелась православная часовня.
Согласно «Списку насёленных мест Олонецкой губернии по сведениям за 1905 год» население состояло из 185 человек: 181 крестьянина и 4 человек не из крестьян. Крестьян мужского пола было 97, женского — 84. Мужчина-некрестьянин был один, женщин — 1. Итого мужчин 98 и женщин 87. Крестьянских семей 36, дворов — 32. Некрестьянских семей и дворов — 2. Итого 38 семей и 34 двора. 

Имелся скот: 8 лошадей, 16 коров и 16 голов прочего скота.

## Известные уроженцы, жители
Крестьянин деревни Бураково Новиков Иван Прокофьевич (?—1916), герой Первой мировой войны, младший унтер-офицер, был награждён военным орденом Святого Георгия 4-й степени. Убит в бою.

## Инфраструктура
Личное подсобное хозяйство с зоной сельскохозяйственного использования, индивидуальная застройка усадебного типа.

## Транспорт
Просёлочные дороги.